# Lac Travis
Le lac Travis est un réservoir situé sur le Colorado, dans le centre du Texas. Il s'est formé à la suite de la construction du barrage Mansfield en 1942, à l'ouest d'Austin, par la Lower Colorado River Authority. Il mesure 105 km de long et s'étend sur les comtés de Travis et de Burnet. La Pedernales, un affluent du Colorado, se jette dans le lac. Ce dernier est utilisé pour la régulation des crues, l'eau, la production hydroélectrique et les loisirs. Les autres réservoirs sur la Colorado sont le lac Buchanan, le lac Inks, le lac LBJ, le lac Marble Falls, le lac Austin, et le lac Lady Bird.